# 斑吸管科
斑吸管科（学名：Ephelotidae）是叶咽纲下的一个科。目的地位未定。

## 下属分类
本科包括以下属：
- 斑吸管属 Ephelota Wright, 1857
- Metephelota Willis, 1945
- Tunicophrya